# Sibianor
Sibianor – rodzaj pająka z rodziny skakunowatych.
Rodzaj  ten został opisany w 2001 roku przez Dimitrija Łogunowa, który jego gatunkiem typowym wyznaczył Heliophanus aurocinctus.
Należą tu małe pająki o ciele długości od 2,4 do 4,7 mm. Obie płcie zbudowane podobnie, jednak samiec ma na opistosomie podłużną tarczkę grzbietową i małą brzuszną, naprzeciwko kądziołków. Powierzchnia raczej wysokiego karapaksu jest szagrynowana (połączenie punktowania i siateczkowania) i często z rzadka pokryta białymi, przylegającymi, liściokształtnymi łuseczkami. Oczy ustawione są w trzech rządkach. Nadustek jest poziomy i niski. Szczęki mają kształt kanciasty, warga dolna prawie trójkątny, a sternum wydłużony, owalny, z prostą bądź prawie prostą przednią krawędzią. Pierwsza para odnóży jest dłuższa i większa od innych, jej uda są mniej lub więcej nabrzamiałe. Na udach, goleniach i rzepkach tej pary występują czarne, łuseczkowate szczecinki, przy czym u samic często grzbietowego rzędu tych szczecinek na goleniach. Nogogłaszczki samca z charakterystyczną gałeczkowatą strukturą na tegulum. Płytka płciowa samicy ślepo zakończoną kieszonką środkową. Otwór kopulacyjny ukryty poniżej walw przedsionkowych. Spermateki w ustawieniu dwukomorowym, a pierwotne i wtórne zbiorniczki zwykle zlane ze sobą.
Rodzaj znany z Palearktyki, Nearktyki i krainy afrotropikalnej. W Polsce występuje S. aurocinctus.
Należą tu następujące gatunki:
- Sibianor aemulus (Gertsch, 1934)
- Sibianor anansii Logunov, 2009
- Sibianor annae Logunov, 2001
- Sibianor aurocinctus (Ohlert, 1865) – wełniak krwawonogi
- Sibianor japonicus (Logunov, Ikeda et Ono, 1997)
- Sibianor kenyaensis Logunov, 2001
- Sibianor kochiensis (Bohdanowicz et Prószyński, 1987)
- Sibianor larae Logunov, 2001
- Sibianor latens (Logunov, 1991)
- Sibianor nigriculus (Logunov et Wesolowska, 1992)
- Sibianor proszynski (Zhu et Song, 2001)
- Sibianor pullus (Bösenberg et Strand, 1906)
- Sibianor tantulus (Simon, 1868)
- Sibianor turkestanicus Logunov, 2001
- Sibianor victoriae Logunov, 2001